# Wipcze
Wipcze (ukr. Віпче) – wieś na Ukrainie w rejonie wierchowińskim obwodu iwanofrankiwskiego.